# Julija Gavrilova
Julija Petrovna Gavrilova (in russo Юлия Петровна Гаврилова?; Novosibirsk, 20 luglio 1989) è una schermitrice russa, medaglia d'oro nella sciabola a squadre alle Olimpiadi di Rio de Janeiro 2016.

## Biografia
Ha conquistato una medaglia d'argento nella gara di sciabola a squadre nei campionati europei di scherma di Plovdiv del 2009 e di Lipsia del 2010.

## Palmarès
- Giochi olimpici

Rio de Janeiro 2016: oro nella sciabola a squadre.
- Mondiali

Parigi 2010: oro nella sciabola a squadre.
Catania 2011: oro nella sciabola a squadre e bronzo nella sciabola individuale.
Kiev 2012: oro nella sciabola a squadre.
Budapest 2013: argento nella sciabola a squadre.
Mosca 2015: oro nella sciabola a squadre.
- Europei

Plovdiv 2009: argento nella sciabola a squadre.
Lipsia 2010: argento nella sciabola a squadre.
Sheffield 2011: bronzo nella sciabola individuale e nella sciabola a squadre.
Legnano 2012: oro nella sciabola a squadre.
Zagabria 2013: oro nella sciabola a squadre.
Montreux 2015: oro nella sciabola a squadre.
Torun 2016: oro nella sciabola a squadre.